# Bagod
Bagod (hongrois : Bagod [ˈbɒɡod]) est une localité hongroise située dans le comitat de Zala. Le territoire actuel de la localité englobe plusieurs anciens villages, aujourd'hui réunis en quartiers – certains conservant une relative autonomie, d'autres étant désormais largement fusionnés. La moitié est du centre actuel correspond à l'ancienne Alsóbagod, tandis que la moitié ouest formait Felsőbagod. 

## Site et localisation

### Topographie et hydrographie
La localité de Bagod est située sur la rive gauche (nord) de la Zala, qui suit ici une orientation grossièrement ouest-est. Elle se trouve dans la banlieue ouest de Zalaegerszeg, chef-lieu du comitat, à environ 5 kilomètres du centre-ville. La vallée de la Zala est relativement étroite à ce niveau, atteignant à peine un kilomètre de largeur.

## Histoire
La localité actuelle de Bagod est née de la fusion de trois anciens villages. En 1944, Alsóbagod et Vitenyédszentpál furent réunis sous le nom de Bagodvitenyéd, avant de fusionner à leur tour avec Felsőbagod en 1977 pour former la commune actuelle de Bagod.
La première mention connue de Vitenyédszentpál remonte à 1247 sous la forme Wythenyed. L'église du quartier de Szentpál, dédiée à saint Paul, fut construite vers 1260 dans un style roman tardif. Il s'agit d'une rotonde de dimensions modestes.
Au début du XIVe siècle, deux villages rivaux coexistaient : Alsó-Bagod (appelé aussi Egyházasbagod) et Felső-Bagod.
Pendant la période ottomane, les habitants de la région payaient l'impôt aux Turcs. Le baron Ferenc Nagy de Gyöngyös (mort en 1704), commandant en second des frontières face à Kanizsa et capitaine de Zalaegerszeg, devint le seul propriétaire des deux villages, comme en témoigne un relevé cadastral du 9 janvier 1702. L'un de ses filles, Sára Nagy de Gyöngyös, épousa le baron Sándor Sennyey de Kissennye, à qui échurent les terres. Leur fils, le baron Antal Sennyey (1713–1771), épousa Petronella Inkey de Pallin (1722–1796). Le baron Nagy considérait Bagod comme son héritage personnel et y fit construire un moulin. Une partie du domaine fut acquise par le noble János Foky, vice-ispán du comitat de Vas, à travers sa fille Judit Foky, épouse de Mihály Sümeghy, notaire en chef du comitat de Zala de 1716 à 1727.
Leur fils, Ferenc Sümeghy (1723–c.1766), juge royal (táblabíró), naquit à Bagod, tout comme ses enfants, dont József Sümeghy de Lovászi et Szentmargita (1757–1832), conseiller royal et vice-ispán de Zala, et Judit Sümeghy, épouse de János Farkas de Boldogfa.
D'après l'urbarium de 1768, Alsó-Bagod comptait alors 20 hold de terres arables et 6 chariots de prairies, répartis entre six propriétaires : la baronne Sennyey, veuve Póka Marianna Sümeghy, veuve Anna Zarka Skublics, les héritiers Forintos, et les enfants du défunt László Thassy.
Au début du XIXe siècle, János Nepomuk Farkas (1774–1847), fils de Judit Sümeghy et de János Farkas, acheta les domaines de Bagod et de Hagyáros au baron Károly Sennyey. Son fils Imre Farkas (1811–1876), haut fonctionnaire, en hérita. Sa veuve, Alojzia Horváth (1831–1919), issue de la bourgeoisie, administra habilement les domaines d'Alsóbagod, Felsőbagod et Hagyáros, tout en élevant leurs trois fils. Elle fit construire une chapelle funéraire à Bagod après le décès de son mari.
À sa mort, les domaines furent partagés entre leurs enfants :
- József Farkas (1857–1951), député, hérita de la propriété de Felsőbagod ;
- Imre Farkas (1860–1895) de celle de Hagyáros ;
- Gábor Farkas (1863–1925) de celle d'Alsóbagod.

Ce dernier, mort sans descendance, laissa sa part à son neveu Tibor Farkas (1883–1940), député légitimiste. Après la mort de Kálmán Farkas (1880–1944), fils aîné de József, la propriété passa à Ferenc Farkas, fils de Dénes Farkas (1884–1973), installé à Söjtör. Sous le régime communiste, toutes ces terres furent nationalisées et les familles propriétaires, comme celle de Judit Pálffy (1906–1993), veuve de Tibor Farkas, furent expulsées.
Au XIXe siècle, la noble famille Csertán possédait également des terres à Alsóbagod. Károly Csertán (1845–1919), vice-ispán, épousa Magdolna Sümeghy (1855–1929), sœur de Rozália Sümeghy, ce qui lui permit d'acquérir le domaine et le manoir baroque de la famille Sümeghy. Leur fille, Margit Csertán (1893–1982), hérita du domaine et vécut au manoir avec son époux, le député Kristóf Thassy (1887–1959), jusqu'à leur expulsion sous le régime communiste.
Sous le régime soviétique, Bagodvitenyéd, puis Bagod, devint dans les années 1960 le siège d'un conseil local commun aux localités de Boncodfölde, Hagyárosbörönd, Kávás et Zalaboldogfa. Après la transition démocratique, ces localités recouvrèrent leur autonomie. Bagod conserva un bureau du maire indépendant entre 1992 et 2000, avant de redevenir le siège d'un regroupement administratif partagé avec Hagyárosbörönd.

## Population

### Minorités culturelles et religieuses
Selon le recensement de 2011, la population de Bagod se composait à 96,8 % de Hongrois, 1,5 % d'Allemands et 0,8 % de Roms. Du point de vue religieux, 70,2 % des habitants se déclaraient catholiques romains, 1,3 % réformés, 0,6 % luthériens, tandis que 5,2 % se disaient sans appartenance religieuse.
D'après le recensement de 2022, 91,2 % des habitants se déclaraient Hongrois, 1,2 % Roms, 0,9 % Allemands, 0,1 % Roumains et 1,1 % d'autres nationalités non autochtones (les réponses multiples étant possibles, la somme peut dépasser 100 %; 8,6 % des personnes n'ont pas répondu à cette question).
Concernant l'appartenance religieuse, 53,7 % se déclaraient catholiques romains, 2,24 % autres catholiques, 1,7 % réformés, 0,7 % luthériens, 0,1 % gréco-catholiques, 1,2 % chrétiens d'autres confessions et 7,5 % sans affiliation religieuse ; 33,1 % des répondants ont préféré ne pas se prononcer.

## Équipements

### Réseaux extra-urbains
La principale voie d'accès routier est la route principale n° 76, qui traverse Alsóbagod et Felsőbagod d'est en ouest. La rue principale de Vitenyéd est desservie par la route secondaire n° 74 109 – d'où bifurque la route n° 74 111 vers Zalaboldogfa. Cette route se poursuit ensuite comme voie communale vers le nord en direction du quartier de Szentpál. À Felsőbagod, la route n°74143 mène vers Hagyáros, tandis que la route n° 7411 bifurque à l'extrémité ouest de la localité en direction de Zalalövő et Őriszentpéter.
La ligne de chemin de fer Boba–Bajánsenye, reliant Zalaegerszeg à Őriszentpéter et à la Slovénie, traverse également la localité. Elle comportait autrefois deux arrêts sur le territoire : Bagod et Csurgaszi csárda. Ce dernier a été supprimé en 2009 à la suite d'une rectification du tracé. L'arrêt de Bagod a lui aussi été déplacé de quelques mètres vers le sud. L'ancienne emprise ferroviaire accueille aujourd'hui le tronçon local de la piste cyclable de la vallée de la Zala.
Bagod est desservie régulièrement par les lignes d'autobus Volánbusz en provenance de Zalaegerszeg.

## Économie
La majorité des actifs de Bagod travaillent à Zalaegerszeg, notamment dans les secteurs du textile et de l’industrie laitière. La localité abrite également une station de machines agricoles, devenue plus tard Mezőgép, puis Zalagép.

## Organisation administrative
La moitié est du centre actuel correspond à l'ancienne Alsóbagod, tandis que la moitié ouest formait Felsőbagod. Plus au nord se trouvent les quartiers de Vitenyéd et Szentpál.

## Patrimoine local
Dans le quartier de Szentpál (anciennement Vitenyédszentpál), la chapelle funéraire classée monument historique a été restaurée en 2002. Son sanctuaire, construit à l'origine au XIIIe siècle, était de type rotonde. En 1755, l'édifice fut agrandi vers l'est et doté d'un clocher.
L'ancienne maison noble des Farkas de Boldogfa, aujourd'hui transformée en maison de village (faluház), a été réaménagée en 1986 par l'architecte Imre Makovecz.

## Personnalités liées à la localité
La localité de Bagod a vu naître et vivre plusieurs personnalités issues de la noblesse comitale et du monde politique hongrois. József Sümeghy de Lovászi et Szentmargita (1757–1832), conseiller royal et vice-ispán du comitat de Zala, fut l'un des premiers notables associés à la localité, où il naquit, vécut et mourut en tant que propriétaire terrien.
Un autre personnage marquant fut Imre Farkas de Boldogfa (1811–1876), avocat assermenté, haut fonctionnaire, juge royal (táblabíró) et membre du comité administratif du comitat, qui naquit et termina également sa vie à Bagod. Il fut l'héritier d'un vaste domaine foncier que sa veuve administra avec dévouement.
Károly Csertán (1845–1919), juriste éminent, exerça la fonction de vice-ispán de Zala pendant vingt ans. Propriétaire à Alsóbagod, il y passa la fin de sa vie et y mourut, renforçant les liens de sa famille avec le village.
La branche des Farkas de Boldogfa continua d'y jouer un rôle important. József Farkas (1857–1951), juriste et député au Parlement hongrois, naquit à Felsőbagod, tout comme son fils Kálmán Farkas (1880–1944), haut fonctionnaire du comitat, membre du comité comital et dernier propriétaire du domaine familial avant sa nationalisation sous le régime communiste.
Tibor Farkas (1883–1940), juriste et homme politique, fut député au Parlement national puis impérial, et propriétaire du domaine d'Alsóbagod. Enfin, Dénes Farkas (1884–1973), frère cadet de Kálmán, agronome de formation et député, naquit à Bagod avant de s'installer à Söjtör, où il hérita des terres maternelles.